# Bufotes
A  Bufotes a kétéltűek (Amphibia) osztályába, a békák (Anura) rendjébe és a varangyfélék (Bufonidae) családjába tartozó nem. Az ide tartozó fajokat korábban a Bufo nemzetségbe sorolták.

## Előfordulásuk
A nem fajai Európában, Észak-Afrikában és Ázsiában honosak.

## Rendszerezés
A nembe az alábbi fajok tartoznak:
- Bufotes balearicus (Boettger, 1880)
- Bufotes baturae (Stöck, Schmid, Steinlein, and Grosse, 1999)
- Bufotes boulengeri (Lataste, 1879)
- Bufotes cypriensis Litvinchuk, Mazepa, Jablonski, and Dufresnes, 2019
- Bufotes latastii (Boulenger, 1882)
- Bufotes luristanicus (Schmidt, 1952)
- Bufotes oblongus (Nikolskii, 1896)
- Bufotes perrini Mazepa, Litvinchuk, Jablonski, Dufresnes, 2019
- Bufotes pewzowi (Bedriaga, 1898)
- Bufotes pseudoraddei (Mertens, 1971)
- Bufotes sitibundus (Pallas, 1771)
- Bufotes surdus (Boulenger, 1891)
- Bufotes turanensis (Hemmer, Schmidtler & Böhme, 1978)
- Zöld varangy (Bufotes viridis) (Laurenti, 1768)
- Bufotes zugmayeri (Eiselt & Schmidtler, 1973)